# The Supreme Force of Eternity
The Supreme Force of Eternity è l'album di debutto dei Runemagick, pubblicato nel 1998.

## Tracce
1. At the Horizons End – 8:01
2. The Black Wall – 4:14
3. When Death Is the Key – 4:29
4. For You, My Death – 3:52
5. Curse of the Dark Rune – 3:20
6. Nocturnal Creation – 4:58
7. The Supreme Force – 4:37
8. Sign of Eternity (Pt. II) – 2:53

## Formazione
- Nicklas "Terror" Rudolfsson - voce, chitarra
- Fredrik Johnsson - chitarra
- Peter Palmdahl - basso
- Fredrik Nordström - tastiere
- Jonas Blom - batteria